# واتاری، میاگی
واتاری، میاگی (به لاتین: Watari, Miyagi) یک منطقهٔ مسکونی در ژاپن است که در استان میاگی واقع شده‌است. واتاری ۷۳٫۲۱ کیلومترمربع مساحت و ۳۳٬۱۰۵ نفر جمعیت دارد.